# Olices Osmar Santini
Olices Osmar Santini (Tenente Portela, 3 de janeiro de 1944) é um médico veterinário e político brasileiro.
Filho de Alfredo Santini e de Maria Lazzaretti Santini. Casou com Solange Terezinha Santini.
Nas eleições de 1994 foi eleito deputado estadual para a Assembleia Legislativa de Santa Catarina, pelo Partido Progressista Reformador (PPR), com 17 745 votos, e tomou posse para a 13ª Legislatura (1995-1999). Tentou a reeleição em 1998, porém mesmo com 20 108 votos, não conseguiu e se tornou suplente.